# Dar-es-salam (Conakry)
Pour les articles homonymes, voir Dar-Es-Salam.
 (avril 2021).
Si vous disposez d'ouvrages ou d'articles de référence ou si vous connaissez des sites web de qualité traitant du thème abordé ici, merci de compléter l'article en donnant les références utiles à sa vérifiabilité et en les liant à la section « Notes et références ».

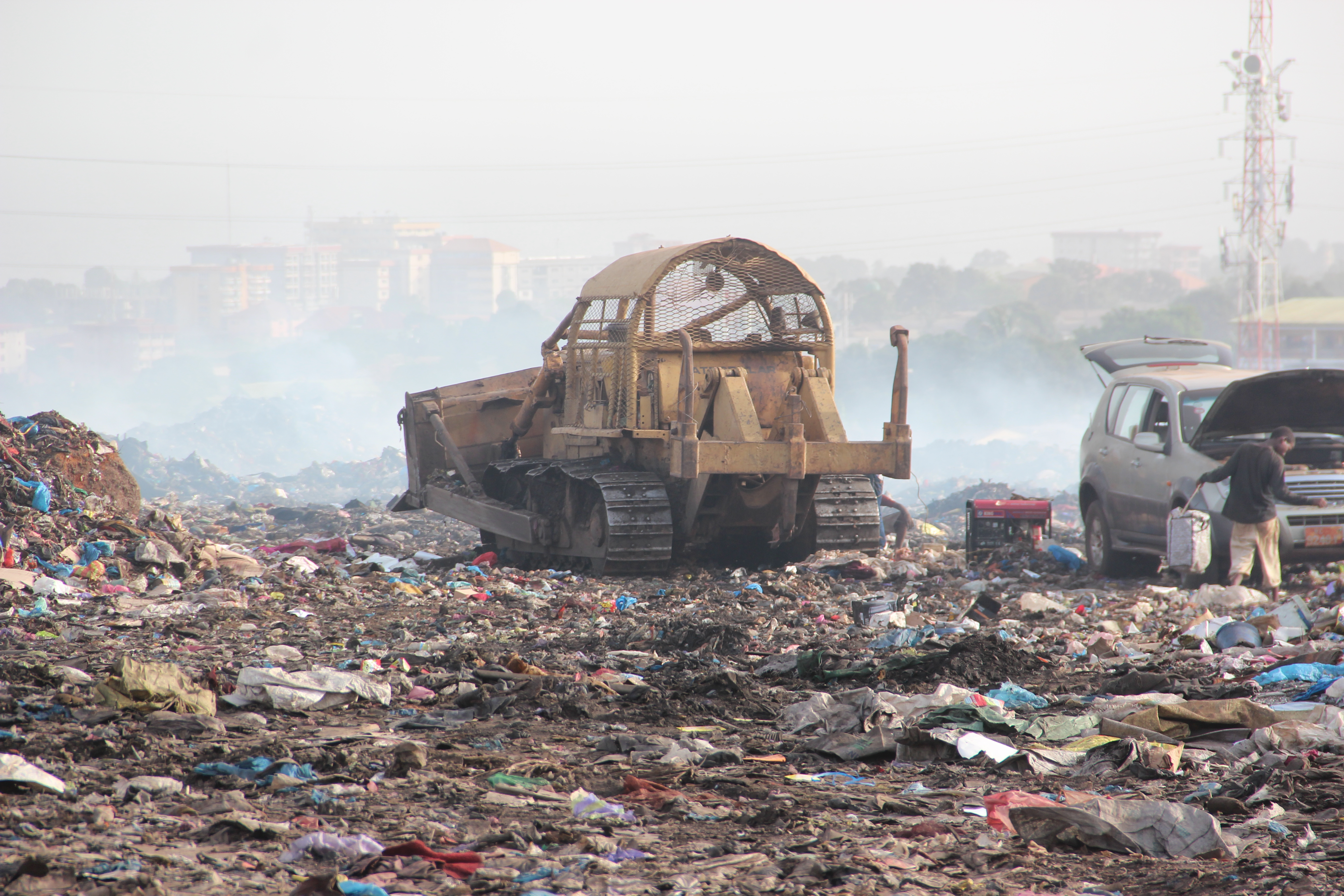

Dar-es-salam est l’un des 19 quartiers de la commune de Ratoma, situé dans la ville de Conakry, dans la région de la Guinée maritime.
Il est occupé par l'un des dépotoirs d'ordures de la ville de Conakry,.

## Histoire
Dans les années 1986, Dar-es-salam était recouverte de hautes herbes et on n'y trouvait qu’une dizaine de foyers.

## Économie
Dar-es-salam est l’un des quartiers les plus pauvres de Conakry et abrite notamment une grande place transformée en dépôt d’ordures.

## Administration

Dar-es-salam est un quartier regorgeant d'administrations privées[réf. nécessaire].

## Climat
Dar-es-salam possède un climat de savane avec une saison sèche en hiver, avec une température annuelle moyenne de 27,3 °C et des précipitations d'environ 1 129,8 mm par an.

## Santé
Le quartier est doté de quelques cliniques.

## Population et environnement
La population de Dar-es-salam respire un air pollué par la proximité des habitats et dangereux pour la santé. L'incinération des déchets est à l’origine des troubles de voisinage causés par les ordures et fumées.

## Personnalités nées à Dar-es-salam
- Souleymane Oularé, né le 16 octobre 1972 à Dar-es-salam, Conakry est un joueur de football international guinéen aujourd'hui retraité qui jouait en tant qu'attaquant. Il a disputé la majeure partie de sa carrière en Belgique, dont il remporte le championnat en 1999 et la Coupe en 1998 avec le KRC Genk.
- Abdoulaye Sadjo Diallo , né le 28 décembre 1990 à  Dar-es-salam, Conakry est un ancien footballeur international guinéen évoluant au poste de meneur de jeu.